# Il medico... la studentessa
Il medico... la studentessa é um filme italiano de 1976, dirigido por Silvio Amadio.
Il medico... la studentessa estreou em Portugal a 28 de Maio de 1981.

## Sinopse
O filme é uma comédia erótica italiana. Uma estudante de 18 anos, Claudia Raselli, que ir passar férias a Londres, mas é impedida pela sua madrasta, Louise. Mas Claudia descobre que Louise trai o marido, o colonnello Oreste, com o médico Filippo Cinti. Claudia, para se vingar, passa a chantagear os dois  amantes.

## Elenco
- Gloria Guida - Claudia Raselli
- Jacques Dufilho - Colonnello Oreste Raselli
- Pino Colizzi - Dr. Filippo Cinti
- Nieves Navarro - Luisa (como Susan Scott)
- Ric - Attendente del colonnello
- Augusto Bonardi - Il prete
- Nicoletta Amadio - Daniela